# Tristram Shandy úr élete és gondolatai
A Tristram Shandy úr élete és gondolatai, röviden: Tristram Shandy (eredeti címe: The Life and Opinions of Tristram Shandy, Gentleman) Laurence Sterne angol író világhírű regénye.
A mű eredetileg kilenc kötetben jelent meg: az első két kötet 1759. decemberben, az utolsó 1767-ben.
Magyar fordítása Határ Győző munkája (Új Magyar Kiadó, 1956; Európa Könyvkiadó, 1989).

## Tartalma, alakjai, jellegzetessége
A regény tartalmát aligha lehet elmondani. Sterne-t Szerb Antal szeszélyes íróként jellemzi, akinek elbeszélő formája, mondhatni, a közbevetés, a történet fonalának szándékos elvesztése. A Tristram Shandy tulajdonképpen nem is más – írja –, mint egymásra következő másról beszélések hosszú sorozata. A könyv harmadát már elolvastuk, mikor a hős, Tristram végre megszületik, addig csak az előzményekről volt szó.
Tristram Shandy életének már az előzményei is nagyon szerencsétlenek, „szerencsétlen” a születése és a keresztelője is: az apa szándéka ellenére a hangzatos Trismegistos helyett a szobalány tévedéséből a jelentéktelen Tristran nevet kapja. Az apa, Walter Shandy ettől kezdve csak helytelenítéssel tud fiára nézni. Tristram további sorsáról annyit azért megtudunk, hogy később, bátyja halála után a család egyetlen örököse lett; az utolsó kötetekben pedig már franciaországi utazásai során találkozunk vele.
Érdekes figura Tóbiás nagybácsi (Uncle Toby), a rögeszméjének élő rokkant katonatiszt is. Azzal teszi tétlenségét elviselhetővé, hogy kertjében megásatja a Németalföldön folyó háború ostromlott várainak mását, és hűséges Trim káplárjával végigjátsszák a várostromokat. A család tagjai Yorickkal, a felvilágosodott nézeteket valló lelkésszel együtt rokonszenves, józan gondolkodású, hétköznapi emberek. Mindegyiküknek van valamilyen apró hibája, a főhős, Tristram maga is kissé bogaras; kirí közülük Slop doktor alakja, „akiben Sterne egyesít mindent, ami gyűlöletes és visszataszító a felvilágosodott író számára.”
Az író regényeiben komoly filozófiai elmélkedések, sőt egyházi beszédek váltakoznak trágár élcekkel, középkori rémtörténetek érzelmes szerelmi jelenetekkel. Írói módszerében két ellentétesnek látszó hangulat: irónia és szentimentalizmus, gúny és érzelmesség keveredik. Szeszélyessége és másról beszélő hajlandósága ellenére Sterne a nagy emberábrázolók közé tartozik. Alakjai karikatúrák, de gyöngédséggel és jóindulattal rajzolt karikatúrák, mint Dickens alakjai.

## Magyarul
- Tristram Shandy úr élete és gondolatai; ford. Határ Győző, bev. Szentkuthy Miklós, jegyz. Kemény Ferenc, ill. Cruikshank; Új Magyar Kiadó, Bp., 1956 (A világirodalom klasszikusai)
- Tristram Shandy úr élete és gondolatai; ford. Határ Győző, utószó Kiss Zsuzsa, Európa, Bp., 1989 (A világirodalom klasszikusai)